# Kiss & Tell
Kiss & Tell is een album van Selena Gomez & the Scene. Het werd uitgebracht door Hollywood Records in oktober 2009. Er staan 13 liedjes op het album. In de eerste week na de uitgave werd het album in de Verenigde Staten 66.000 keer verkocht.
In maart 2010 werd het nummer "Naturally" als single uitgebracht. Van het album waren destijds in de Verenigde Staten meer dan 600.000 exemplaren verkocht. Sommige uitgaven van het album zijn voorzien van een remix van "Naturally" als bonusnummer.

## Tracklist
1. "Kiss & Tell "
2. "Falling Down"
3. "I won't apologize"
4. "I Promise You"
5. "Crush"
6. "Naturally"
7. "The Way I Loved You"
8. "More"
9. "As A Blonde"
10. "I Don't Miss You At All"
11. "Stop & Erase"
12. "I Got U"
13. "Tell Me Something I Don't Know"

## Hitnoteringen

### NederlandseAlbum Top 100
| Hitnotering: (Week 1 t/m 3) 10-04-2010 t/m 24-04-2010 Hitnotering: (Week 4) 08-05-2010 | Hitnotering: (Week 1 t/m 3) 10-04-2010 t/m 24-04-2010 Hitnotering: (Week 4) 08-05-2010 | Hitnotering: (Week 1 t/m 3) 10-04-2010 t/m 24-04-2010 Hitnotering: (Week 4) 08-05-2010 | Hitnotering: (Week 1 t/m 3) 10-04-2010 t/m 24-04-2010 Hitnotering: (Week 4) 08-05-2010 | Hitnotering: (Week 1 t/m 3) 10-04-2010 t/m 24-04-2010 Hitnotering: (Week 4) 08-05-2010 | Hitnotering: (Week 1 t/m 3) 10-04-2010 t/m 24-04-2010 Hitnotering: (Week 4) 08-05-2010 | Hitnotering: (Week 1 t/m 3) 10-04-2010 t/m 24-04-2010 Hitnotering: (Week 4) 08-05-2010 |
| Week:                                                                                  | 1                                                                                      | 2                                                                                      | 3                                                                                      |                                                                                        | 4                                                                                      |                                                                                        |
| -------------------------------------------------------------------------------------- | -------------------------------------------------------------------------------------- | -------------------------------------------------------------------------------------- | -------------------------------------------------------------------------------------- | -------------------------------------------------------------------------------------- | -------------------------------------------------------------------------------------- | -------------------------------------------------------------------------------------- |
| Positie:                                                                               | 87                                                                                     | 97                                                                                     | 98                                                                                     | uit                                                                                    | 87                                                                                     | uit                                                                                    |

### VlaamseUltratop 200Albums
| Hitnotering: (Week 1 t/m 25) 10-04-2010 t/m 25-09-2010 Hitnotering: (Week 26 t/m 30) 12-11-2011 t/m 10-12-2011 Hitnotering: (Week 31 t/m 34) 31-12-2011 t/m 21-01-2012 Hitnotering: (Week 35 t/m 36) 03-03-2012 t/m 10-03-2012 Hitnotering: (Week 37 t/m 38) 26-05-2012 t/m 02-06-2012 | Hitnotering: (Week 1 t/m 25) 10-04-2010 t/m 25-09-2010 Hitnotering: (Week 26 t/m 30) 12-11-2011 t/m 10-12-2011 Hitnotering: (Week 31 t/m 34) 31-12-2011 t/m 21-01-2012 Hitnotering: (Week 35 t/m 36) 03-03-2012 t/m 10-03-2012 Hitnotering: (Week 37 t/m 38) 26-05-2012 t/m 02-06-2012 | Hitnotering: (Week 1 t/m 25) 10-04-2010 t/m 25-09-2010 Hitnotering: (Week 26 t/m 30) 12-11-2011 t/m 10-12-2011 Hitnotering: (Week 31 t/m 34) 31-12-2011 t/m 21-01-2012 Hitnotering: (Week 35 t/m 36) 03-03-2012 t/m 10-03-2012 Hitnotering: (Week 37 t/m 38) 26-05-2012 t/m 02-06-2012 | Hitnotering: (Week 1 t/m 25) 10-04-2010 t/m 25-09-2010 Hitnotering: (Week 26 t/m 30) 12-11-2011 t/m 10-12-2011 Hitnotering: (Week 31 t/m 34) 31-12-2011 t/m 21-01-2012 Hitnotering: (Week 35 t/m 36) 03-03-2012 t/m 10-03-2012 Hitnotering: (Week 37 t/m 38) 26-05-2012 t/m 02-06-2012 | Hitnotering: (Week 1 t/m 25) 10-04-2010 t/m 25-09-2010 Hitnotering: (Week 26 t/m 30) 12-11-2011 t/m 10-12-2011 Hitnotering: (Week 31 t/m 34) 31-12-2011 t/m 21-01-2012 Hitnotering: (Week 35 t/m 36) 03-03-2012 t/m 10-03-2012 Hitnotering: (Week 37 t/m 38) 26-05-2012 t/m 02-06-2012 | Hitnotering: (Week 1 t/m 25) 10-04-2010 t/m 25-09-2010 Hitnotering: (Week 26 t/m 30) 12-11-2011 t/m 10-12-2011 Hitnotering: (Week 31 t/m 34) 31-12-2011 t/m 21-01-2012 Hitnotering: (Week 35 t/m 36) 03-03-2012 t/m 10-03-2012 Hitnotering: (Week 37 t/m 38) 26-05-2012 t/m 02-06-2012 | Hitnotering: (Week 1 t/m 25) 10-04-2010 t/m 25-09-2010 Hitnotering: (Week 26 t/m 30) 12-11-2011 t/m 10-12-2011 Hitnotering: (Week 31 t/m 34) 31-12-2011 t/m 21-01-2012 Hitnotering: (Week 35 t/m 36) 03-03-2012 t/m 10-03-2012 Hitnotering: (Week 37 t/m 38) 26-05-2012 t/m 02-06-2012 | Hitnotering: (Week 1 t/m 25) 10-04-2010 t/m 25-09-2010 Hitnotering: (Week 26 t/m 30) 12-11-2011 t/m 10-12-2011 Hitnotering: (Week 31 t/m 34) 31-12-2011 t/m 21-01-2012 Hitnotering: (Week 35 t/m 36) 03-03-2012 t/m 10-03-2012 Hitnotering: (Week 37 t/m 38) 26-05-2012 t/m 02-06-2012 | Hitnotering: (Week 1 t/m 25) 10-04-2010 t/m 25-09-2010 Hitnotering: (Week 26 t/m 30) 12-11-2011 t/m 10-12-2011 Hitnotering: (Week 31 t/m 34) 31-12-2011 t/m 21-01-2012 Hitnotering: (Week 35 t/m 36) 03-03-2012 t/m 10-03-2012 Hitnotering: (Week 37 t/m 38) 26-05-2012 t/m 02-06-2012 | Hitnotering: (Week 1 t/m 25) 10-04-2010 t/m 25-09-2010 Hitnotering: (Week 26 t/m 30) 12-11-2011 t/m 10-12-2011 Hitnotering: (Week 31 t/m 34) 31-12-2011 t/m 21-01-2012 Hitnotering: (Week 35 t/m 36) 03-03-2012 t/m 10-03-2012 Hitnotering: (Week 37 t/m 38) 26-05-2012 t/m 02-06-2012 | Hitnotering: (Week 1 t/m 25) 10-04-2010 t/m 25-09-2010 Hitnotering: (Week 26 t/m 30) 12-11-2011 t/m 10-12-2011 Hitnotering: (Week 31 t/m 34) 31-12-2011 t/m 21-01-2012 Hitnotering: (Week 35 t/m 36) 03-03-2012 t/m 10-03-2012 Hitnotering: (Week 37 t/m 38) 26-05-2012 t/m 02-06-2012 | Hitnotering: (Week 1 t/m 25) 10-04-2010 t/m 25-09-2010 Hitnotering: (Week 26 t/m 30) 12-11-2011 t/m 10-12-2011 Hitnotering: (Week 31 t/m 34) 31-12-2011 t/m 21-01-2012 Hitnotering: (Week 35 t/m 36) 03-03-2012 t/m 10-03-2012 Hitnotering: (Week 37 t/m 38) 26-05-2012 t/m 02-06-2012 | Hitnotering: (Week 1 t/m 25) 10-04-2010 t/m 25-09-2010 Hitnotering: (Week 26 t/m 30) 12-11-2011 t/m 10-12-2011 Hitnotering: (Week 31 t/m 34) 31-12-2011 t/m 21-01-2012 Hitnotering: (Week 35 t/m 36) 03-03-2012 t/m 10-03-2012 Hitnotering: (Week 37 t/m 38) 26-05-2012 t/m 02-06-2012 | Hitnotering: (Week 1 t/m 25) 10-04-2010 t/m 25-09-2010 Hitnotering: (Week 26 t/m 30) 12-11-2011 t/m 10-12-2011 Hitnotering: (Week 31 t/m 34) 31-12-2011 t/m 21-01-2012 Hitnotering: (Week 35 t/m 36) 03-03-2012 t/m 10-03-2012 Hitnotering: (Week 37 t/m 38) 26-05-2012 t/m 02-06-2012 | Hitnotering: (Week 1 t/m 25) 10-04-2010 t/m 25-09-2010 Hitnotering: (Week 26 t/m 30) 12-11-2011 t/m 10-12-2011 Hitnotering: (Week 31 t/m 34) 31-12-2011 t/m 21-01-2012 Hitnotering: (Week 35 t/m 36) 03-03-2012 t/m 10-03-2012 Hitnotering: (Week 37 t/m 38) 26-05-2012 t/m 02-06-2012 | Hitnotering: (Week 1 t/m 25) 10-04-2010 t/m 25-09-2010 Hitnotering: (Week 26 t/m 30) 12-11-2011 t/m 10-12-2011 Hitnotering: (Week 31 t/m 34) 31-12-2011 t/m 21-01-2012 Hitnotering: (Week 35 t/m 36) 03-03-2012 t/m 10-03-2012 Hitnotering: (Week 37 t/m 38) 26-05-2012 t/m 02-06-2012 | Hitnotering: (Week 1 t/m 25) 10-04-2010 t/m 25-09-2010 Hitnotering: (Week 26 t/m 30) 12-11-2011 t/m 10-12-2011 Hitnotering: (Week 31 t/m 34) 31-12-2011 t/m 21-01-2012 Hitnotering: (Week 35 t/m 36) 03-03-2012 t/m 10-03-2012 Hitnotering: (Week 37 t/m 38) 26-05-2012 t/m 02-06-2012 | Hitnotering: (Week 1 t/m 25) 10-04-2010 t/m 25-09-2010 Hitnotering: (Week 26 t/m 30) 12-11-2011 t/m 10-12-2011 Hitnotering: (Week 31 t/m 34) 31-12-2011 t/m 21-01-2012 Hitnotering: (Week 35 t/m 36) 03-03-2012 t/m 10-03-2012 Hitnotering: (Week 37 t/m 38) 26-05-2012 t/m 02-06-2012 | Hitnotering: (Week 1 t/m 25) 10-04-2010 t/m 25-09-2010 Hitnotering: (Week 26 t/m 30) 12-11-2011 t/m 10-12-2011 Hitnotering: (Week 31 t/m 34) 31-12-2011 t/m 21-01-2012 Hitnotering: (Week 35 t/m 36) 03-03-2012 t/m 10-03-2012 Hitnotering: (Week 37 t/m 38) 26-05-2012 t/m 02-06-2012 | Hitnotering: (Week 1 t/m 25) 10-04-2010 t/m 25-09-2010 Hitnotering: (Week 26 t/m 30) 12-11-2011 t/m 10-12-2011 Hitnotering: (Week 31 t/m 34) 31-12-2011 t/m 21-01-2012 Hitnotering: (Week 35 t/m 36) 03-03-2012 t/m 10-03-2012 Hitnotering: (Week 37 t/m 38) 26-05-2012 t/m 02-06-2012 | Hitnotering: (Week 1 t/m 25) 10-04-2010 t/m 25-09-2010 Hitnotering: (Week 26 t/m 30) 12-11-2011 t/m 10-12-2011 Hitnotering: (Week 31 t/m 34) 31-12-2011 t/m 21-01-2012 Hitnotering: (Week 35 t/m 36) 03-03-2012 t/m 10-03-2012 Hitnotering: (Week 37 t/m 38) 26-05-2012 t/m 02-06-2012 | Hitnotering: (Week 1 t/m 25) 10-04-2010 t/m 25-09-2010 Hitnotering: (Week 26 t/m 30) 12-11-2011 t/m 10-12-2011 Hitnotering: (Week 31 t/m 34) 31-12-2011 t/m 21-01-2012 Hitnotering: (Week 35 t/m 36) 03-03-2012 t/m 10-03-2012 Hitnotering: (Week 37 t/m 38) 26-05-2012 t/m 02-06-2012 | Hitnotering: (Week 1 t/m 25) 10-04-2010 t/m 25-09-2010 Hitnotering: (Week 26 t/m 30) 12-11-2011 t/m 10-12-2011 Hitnotering: (Week 31 t/m 34) 31-12-2011 t/m 21-01-2012 Hitnotering: (Week 35 t/m 36) 03-03-2012 t/m 10-03-2012 Hitnotering: (Week 37 t/m 38) 26-05-2012 t/m 02-06-2012 |
| Week: | 1 | 2 | 3 | 4 | 5 | 6 | 7 | 8 | 9 | 10 | 11 | 12 | 13 | 14 | 15 | 16 | 17 | 18 | 19 | 20 | 21 | 22 |
| --- | --- | --- | --- | --- | --- | --- | --- | --- | --- | --- | --- | --- | --- | --- | --- | --- | --- | --- | --- | --- | --- | --- |
| Positie: | 23 | 22 | 23 | 31 | 25 | 32 | 29 | 50 | 37 | 59 | 66 | 71 | 52 | 49 | 59 | 83 | 46 | 73 | 43 | 55 | 41 | 53 |
| Week: | 23 | 24 | 25 | | 26 | 27 | 28 | 29 | 30 | | 31 | 32 | 33 | 34 | | 35 | 36 | | 37 | 38 | | |
| Positie: | 57 | 79 | 100 | uit | 93 | 86 | 83 | 77 | 75 | uit | 92 | 82 | 57 | 85 | uit | 78 | 83 | uit | 132 | 197 | uit | |